# 萨比努
萨比努是巴西圣保罗州的一个市镇。总面积311.663平方公里，总人口5420人，人口密度17.4人/平方公里。